# Башкирська енциклопедія
«Башкирська енциклопедія» — універсальне довідково-енциклопедичне видання в семи томах, у якому в алфавітному порядку опубліковані відомості про адміністративний устрій, історії, науки і культури Республіки Башкортостан, а також суспільно-політичне життя, мистецтво, архітектуру, економічний розвиток і природно-кліматичні умови. В енциклопедії містяться короткі біографії людей, які зробили значний внесок в історії розвитку Башкирії. Вона включає сім томів російською та два — башкирською мовами.

## Історія
В Башкортостані перша Енциклопедія «Аҫар» («Спадщина») була підготовлена на рубежі 19-20 століть Різатдіном Фахретдіновим. Він підготував до друку 4 томи. Енциклопедія включала біографії богословів, письменників, громадських діячів, підприємців‑меценатів Урало‑Поволжя. Всього у 1900—1908 роках було видано 2 томи в 15 книгах.
19 березня 1991 року було прийнято постанову Ради Міністрів Башкирської РСР від № 64 «Про підготовку та видання Башкирської Радянської Енциклопедії». При Інституті історії, мови і літератури створена група, потім «Відділ Башкирської Енциклопедії». Були виділені кошти на видання: як спонсорська допомога, відомствами, організаціями та установами республіки на розрахунковий рахунок для підготовки і видання Башкирської енциклопедії було перераховано понад 800 тисяч рублів. Видання не було підготовлено.
16 січня 1995 року вийшов указ Президента Республіки Башкортостан Муртаза Рахімова «Про заходи по прискоренню створення Башкирської енциклопедії». Відділення Академії наук Республіки Башкортостан, головний редактор Башкирської енциклопедії академік АН Республіки Башкортостан Зіннур Ураксін ужили додаткові заходи щодо поліпшення науково-методичного керівництва діяльністю видавництва, залучення провідних вчених республіки до підготовки Башкирської енциклопедії.
Кабінетом міністрів Республіки Башкортостан було прийнято постанову № 340 від 26 жовтня 1999 року № 340 про видання багатотомної Башкирської енциклопедії. Попереднє однотомне видання в 1996 році короткої енциклопедії Республіки Башкортостан не містила більшість елементів життя республіки.
Підготовка матеріалів енциклопедії та її видання зайняла близько 13 років. Енциклопедія вийшла російською мовою, ведеться робота з перекладу багатотомного видання башкирською мовою. У 2014 році випущено два перших томів енциклопедії башкирською мовою «Башҡорт энциклопедияһы». Видання підготовлено на основі статей «Башкирської енциклопедії» російською мовою і доповнено новими даними.
У червні 2019 року Башкирська енциклопедія перемогла у номінації «Найкраще енциклопедичне видання» на V книжковому фестивалі «Червоний майя» у Москві.

## Опис
Башкирська енциклопедія включає понад 17 тисяч статей (третина з них — біографічні) і 4610 ілюстрацій. В енциклопедії є інформація про країни світу та суб'єкти Російської Федерації, з якими Республіка має історичні, економічні і культурні зв'язки; про райони та населені пункти Республіки Башкортостан; про географічні об'єкти (гори, річки, озера тощо); про флору та фауну республіки; про галузі економіки; про підприємства, установи, організації; про найважливіші історичні події; про народи республіки.
Наводяться докладні відомості про культуру та побут башкирів. Розглядаються питання освіти, науки, літератури, мистецтва в Башкортостані.
Карти адміністративних районів Башкортостану підготовлені ФДМ «Омська картографічна фабрика».
Видання підготовлено колективом авторів (більше тисячі авторів, укладачів, наукових редакторів, рецензентів та консультантів). Видавництво НІ «Башкирська енциклопедія» м. Уфа. Головний редактор Марат Ільгамов. Наклад складає 7000 примірників. Видання надруковано на Уфимському поліграфкомбінаті.

## Зміст енциклопедії
- Том 1: А — Б, 2005 р. — 624 с.: іл.: карт. Містить понад 2700 статей (включаючи близько 900 біографічних) і понад 630 ілюстрацій.
- Том 2: В — Г — Д — Е — Ё — Ж, 2006 р. — 624 с.: іл.: карт. Містить понад 2200 статей (включаючи близько 800 біографічних) і більше 600 ілюстрацій.
- Том 3: 3 — І — К, 2007 р. — 672 с.: іл.: карт. Містить понад 2800 статей (включаючи близько 1000 біографічних) і понад 750 ілюстрацій.
- Том 4: Л — М — Н — О, 2008 р. — 672 с.: іл.: карт. Містить понад 2700 статей (включаючи близько 800 біографічних) і понад 750 ілюстрацій.
- Том 5: П — Р — С, 2009—576 с: іл.: карт. Містить понад 2300 статей (включаючи близько 800 біографічних) і понад 650 ілюстрацій.
- Том 6: Т — У, Ради народного господарства, 2010 р. — 544 с.: іл.: карт. Містить понад 2400 статей (включаючи близько 530 біографічних) і більше 640 ілюстрацій.
- Том 7: Ф — Х — Ц — Ч — Ш — Щ — Э — Ю — Я 2011 р. — 624 с.: іл.: карт. Містить понад 2200 статей (включаючи близько 900 біографічних) і більш 545 ілюстрацій. Том містить додаткові статті, що не ввійшли до попередніх томів (50 термінологічних, 307 біографічних і 45 ілюстрацій до них), іменний покажчик і список бібліографії.

Багатотомна Башкирська енциклопедія розміщена в інтернеті.